# کونونسیون
کونونسیون (انگلیسی: Convención) نام شهری در کشور کلمبیا است.